# Eugene Cook Bingham
Eugene Cook Bingham (* 8. Dezember 1878 in Cornwall, Vermont, USA; † 6. November 1945) war ein US-amerikanischer Chemiker und Pionier der modernen Rheologie. Zusammen mit Markus Reiner prägte er den Namen Rheologie. Nach ihm sind die Bingham-Fluide und das Bingham-Modell benannt.

## Leben
Bingham schloss das College in seinem Heimatstaat 1899 ab, um 1905 an der Johns Hopkins University seinen Ph.D. zu erlangen. Er studierte ein Jahr an den Universitäten in Berlin, Leipzig und Cambridge. Von 1906 bis 1915 war er Professor der Chemie am Richmond College in Vermont. Danach arbeitete er bis 1916 als Assistenzphysiker an der US-Behörde für Normung, wo er sich mit viskosem Fließverhalten beschäftigte. Ab 1916 war er am Lafayette College in Easton, Pennsylvania bis zu seinem Tode 1945 tätig.

## Werk
Eugene C. Bingham verfasste zwischen 1906 und 1914 eine Reihe von Aufsätzen zu den Themen Viskosität und Fluidität und 1916 schließlich den Aufsatz Plastic Flow (dt.: Plastisches Fließen). Nach weiteren Veröffentlichungen zu diesen Themen und den entsprechenden Messeinrichtungen erschien 1922 schließlich sein bekanntestes Werk Fluidity and Plasticity (dt.: Fluidität und Plastizität).
Zusammen mit Markus Reiner definierte Bingham die Zielsetzung der Rheologie als interdisziplinäre Wissenschaft und gab ihr ihren Namen. Bingham war maßgeblich an der Gründung der amerikanischen Society of Rheology beteiligt, die eine nach ihm benannte Medaille vergibt.
Bingham nahm auch an der Planung des Fernwanderweges Appalachian Trail teil.

## Veröffentlichungen (Auswahl)
- Journal of Industrial and Engineering Chemistry (1914) Band 6(3) S. 233–237: A new viscometer for general scientific and technical purposes
- Journal of Physical Chemistry (1914) Band 18(2) S. 157–165: The Viscosity of Binary Mixtures
- Fluidity and Plasticity (1922) McGraw-Hill (englisch, Internet Digital Archive)
- Journal of Physical Chemistry (1925) Band 29(10) S. 1201–1204: Plasticity
- Review of Scientific Instruments (1933) Band 4 S. 473: The New Science of Rheology
- Journal of General Physiology (1944) Band 28 S. 79–94, S. 131–149 (Bingham und Roepke), (1945) Band 28 S. 605–626: The Rheology of Blood